# Liphanthus sabulosus
Liphanthus sabulosus là một loài Hymenoptera trong họ Andrenidae. Loài này được Reed mô tả khoa học năm 1894.